# HKScan
HKScan Oyj (jusqu'en 2007 HK Ruokatalo Group Oyj et avant LSO Food Oy) est une entreprise de l'industrie agroalimentaire dont le siège est à Turku en Finlande.

## Présentation
HKScan est un fabricant finlandais de produits à base de viande, de plats cuisinés et d'aliments pour animaux de compagnie.
HKScan Corporation est le cinquième plus grand fabricant de produits alimentaires en Europe. Elle est cotée à la Bourse d'Helsinki.

## Étymologie
HK est à l'origine l'acronyme de Helsingin Kauppiaat (en français : Marchands d'Helsinki), une société qui a été acquise par LSO en 1991. 
En 2006 et 2007, l'entreprise, connue à l'époque sous le nom de HK Ruokatalo, s'est beaucoup développée et a acquis Scan AB, le plus grand producteur de viande en Suède. L'ensemble a alors pris le nom de HKScan Oyj.

## Marques commerciales
En Finlande, HK Ruokatalo Oy propose plusieurs marques dont:
- HK: toutes les viandes et produits à base de bœuf et de porc, plats cuisinés et salades[3]
- Kariniemen: Produits à base de poulet.
- Pop: Knackwursts, quelques saucisses.
- Via: La dernière nouveauté, les produits gastronomiques conçus par le chef des émissions télévisées Jyrki Sukula.

Dans ses pays cibles :
- Suède: Scan, Pärsons
- Danemark: Rose
- Estonie: Rakvere, Tallegg
- Lettonie: Rigas Miesnieks, Jelgava
- Lituanie: Klaipedos Maistas
- tous pays: Flodins

## Organisation

### HKScan Oyj
Assure la direction du groupe au siège de Turku et au site de Pakkala à Vantaa.

### HKScan Finland Oy
- Pakkala, Vantaa[4]
  - Produits à base de viande, plats cuisinés, marketing, développement de produits, distribution et centre logistique.
- Forssa[4]
  - Abattage et découpe de porcs, transformation ultérieure de la viande
  - Achat et courtage de porcs, bovins et poulets, conseil
- Rauma[4]
  - Production de poulets, produits à base de volaille, vente
- Mikkeli[4]
  - Préparation de plats
- Mellilä[4]
  - Abattage de porcs
- Outokumpu[4]
  - Abattage et découpe de bovins
- Säkylä
  - Production de dindes[5]

### Filiales internationales
Les filiales internationales de HKScan sont,,:
- Suède, HKScan Sweden AB, Stockholm
  - Fabrication, vente et marketing en Suède
- Danemark, HKScan Denmark A/S, Vinderup, Skovsgaard, Århus
  - Production de produits avicoles, vente et commercialisation  au Danemark et en Suède
- Estonie, AS HKScan Estonia, Rakvere et Tallinn
  - Production, vente et commercialisation de produits à base de viande et de volaille dans les pays baltes
- Estonie,  AS Rakvere Farmid, Viiratsi
  - Production de matière première à base de porc
- Lettonie, AS HKScan Latvia, Jelgava et Riga
  - Fabrication, vente et marketing en Lettonie
- Lituanie, UAB HKScan Lietuva, Vilnius
  - Ventes, marketing et distribution en Lituanie
- Pologne, HKScan Poland Sp. z o.o., Swinoujscie
  - Préparation de bacon
- Grande-Bretagne, HKScan UK Ltd, Surrey[9]
  - Société de commercialisation

### Articles annexes
- OMX Helsinki